# Barry Buzan
Barry Buzan (ur. 28 kwietnia 1946) – profesor Wydziału Studiów Międzynarodowych na uniwersytecie Warwick i dyrektor ds. badań w Centrum Badań nad Pokojem i Konfliktami na uniwersytecie w Kopenhadze. Doktoryzował się w London School of Economics. Od 1970 roku poświęcił się badaniom nad zastosowaniem i upowszechnieniem mind mappingu, a od 1981 współtworzył z Tonym Buzanem „Mapy twoich myśli”.
Jako naukowiec specjalizuje się w historii i strukturze systemów międzynarodowych. Posiada szeroką wiedzę na temat historii, polityki, ekonomii, socjologii i nauk ścisłych.